# Nitrianske Pravno
Nitrianske Pravno és un poble i municipi d'Eslovàquia que es troba a la regió de Trenčín. La primera menció escrita de la vila es remunta al 1393.

## Demografia
| Godina             | 1994 | 2004   | 2014   | 2024   |
| ------------------ | ---- | ------ | ------ | ------ |
| Nombre de persones | 3016 | 3175   | 3203   | 3077   |
| Diferència         |      | +5,27% | +0,88% | −3,93% |

| Godina             | 2023 | 2024   |
| ------------------ | ---- | ------ |
| Nombre de persones | 3111 | 3077   |
| Diferència         |      | −1,09% |